# DR 137 162 und 163
Die Triebwagen der Reihe DR 137 162 und 163 waren Fahrzeuge der Firma Waggonfabrik Talbot in Aachen, die versuchsweise als leistungsschwächere Triebwagen mit hydraulischer Kraftübertragung gegenüber den DR 137 160 und 161 geliefert wurden. Ein Fahrzeug kam nach dem Zweiten Weltkrieg zu der Deutschen Reichsbahn und war dort noch bis etwa 1965 in Betrieb. Das weitere Schicksal danach ist nicht vollständig geklärt.

## Geschichte
Mit der Entwicklung des 137 160 und 161 bestellte die Deutsche Reichsbahn 1934 zwei leistungsschwächere Fahrzeuge aus der 200-kW-Klasse mit derselben Antriebskonfiguration. Während der Wagenkasten und die Endmontage bei Talbot durchgeführt wurden, kamen die Maschinendrehgestelle von DWK in Kiel. Beide kamen erst 1937 infolge mehrfacher Umarbeitungen zur Auslieferung. Mit ihnen wurden passende Steuerwagen geliefert, die über die 32-polige Steuerleitung mit den Triebwagen verbunden wurden. Ursprünglich waren beide Fahrzeuge, ebenso wie die 137 160 und 161, für den Einsatz in Karlsruhe vorgesehen. Eingesetzt wurden sie letztendlich in der Reichsbahndirektion Münster (Westf).
Im Zweiten Weltkrieg wurden beide Fahrzeuge von der Wehrmacht verwendet. Der 137 162 wurde 1944 bei einem Luftangriff schwer beschädigt und ausgemustert. Der zweite Triebwagen 137 163 überstand den Krieg und kam in den Bereich der Deutschen Reichsbahn. Über die Weiterverwendung gibt es verschiedene Deutungen. Während die eine Version in Frage stellt, ob die Fahrzeuge wieder als Triebwagen in Betrieb gingen, erscheinen Fotos von 1963, die den Triebwagen als VT 137 163 zeigen könnten. Die Fahrzeugnummer ist darauf nur undeutlich zu erkennen.
Sicher ist, dass der Triebwagen ab 1965 als Beiwagen weiterbetrieben wurde. Er trug in dieser Form die Bezeichnung VB 147 532 und ab 1970 197 836-0.

## Fahrzeugbeschreibung
Die Fahrzeuge sind in geschweißter Stahl-Leichtbauweise hergestellt und entsprechen mit ihrer Kastenlänge von 20.633 mm und der Länge über Puffer von 21.873 mm den Einheitstriebwagen. Die Kastenform weicht erheblich von allen bisher gelieferten Einheitstriebwagen ab. Vom Wagenkasten her würden die Fahrzeuge den Triebwagen 137 068 bis 073 entsprechen, das zeigen die fehlenden mittleren Einstiegsräume wie bei den 137 160 und 161 sowie die in der Fotografie gut zu erkennenden Schiebetüren. Die Scheinwerferform entspricht mehr den 137 094 bis 110.
Der Fahrgastraum bot 41 Sitzplätze der 3. Klasse und 16 der 2. Klasse. Die Sitze der 3. Klasse waren als Holzlattensitze in der Anordnung 2+3, in der 2. Klasse als gepolsterte Sitze in der Anordnung 1+3 ausgeführt. Sechs Klappsitze waren im Einstiegs- und Gepäckraum vorhanden. 
Die Maschinenanlage war analog den 137 160 und 161 ausgeführt. Daraus ergaben sich dieselben Maße für das Maschinen- und Laufdrehgestell. Unterschiedlich war nur die Motorisierung. So wurde bei den 137 162 und 163 der Dieselmotor MAN L6V 17,5/18 mit Aufladung verwendet, der gegenüber der Grundversion als Saugmotor 70 PS mehr leistete. Die Grundversion des Motors war in den 137 136 bis 148 verwendet. Die Aufladung des Motors war nicht günstig konstruiert, so dass der Motor später als Grundversion mit 210 PS weiterbetrieben werden musste. Angelassen wurde der Motor elektrisch, während des Krieges hatten beide Fahrzeuge eine Warmhalteeinrichtung für das Abstellen im Freien erhalten.
Das Strömungsgetriebe entsprach im Wesentlichen dem der Triebwagen 137 160 und 161. Die Steuerung wird als elektro-pneumatisch angegeben, lediglich das Füllventil für die hydraulischen Kreisläufe wird von Hand mit Seilzug gesteuert. Die Dieselmotoren konnten vom Fahrschalter in fünf Fahrstellungen gesteuert werden, diese Ausführung entsprach der RZM-Steuerung. Der Triebwagen konnte von einem Steuerwagen ferngesteuert werden, eine Steuerung einer zweiten Maschinenanlage in Vielfachsteuerung war hingegen nicht möglich.